# Dodge Regent
 (juin 2023).
Si vous disposez d'ouvrages ou d'articles de référence ou si vous connaissez des sites web de qualité traitant du thème abordé ici, merci de compléter l'article en donnant les références utiles à sa vérifiabilité et en les liant à la section « Notes et références ».
En pratique : Quelles sources sont attendues ? Comment ajouter mes sources ?

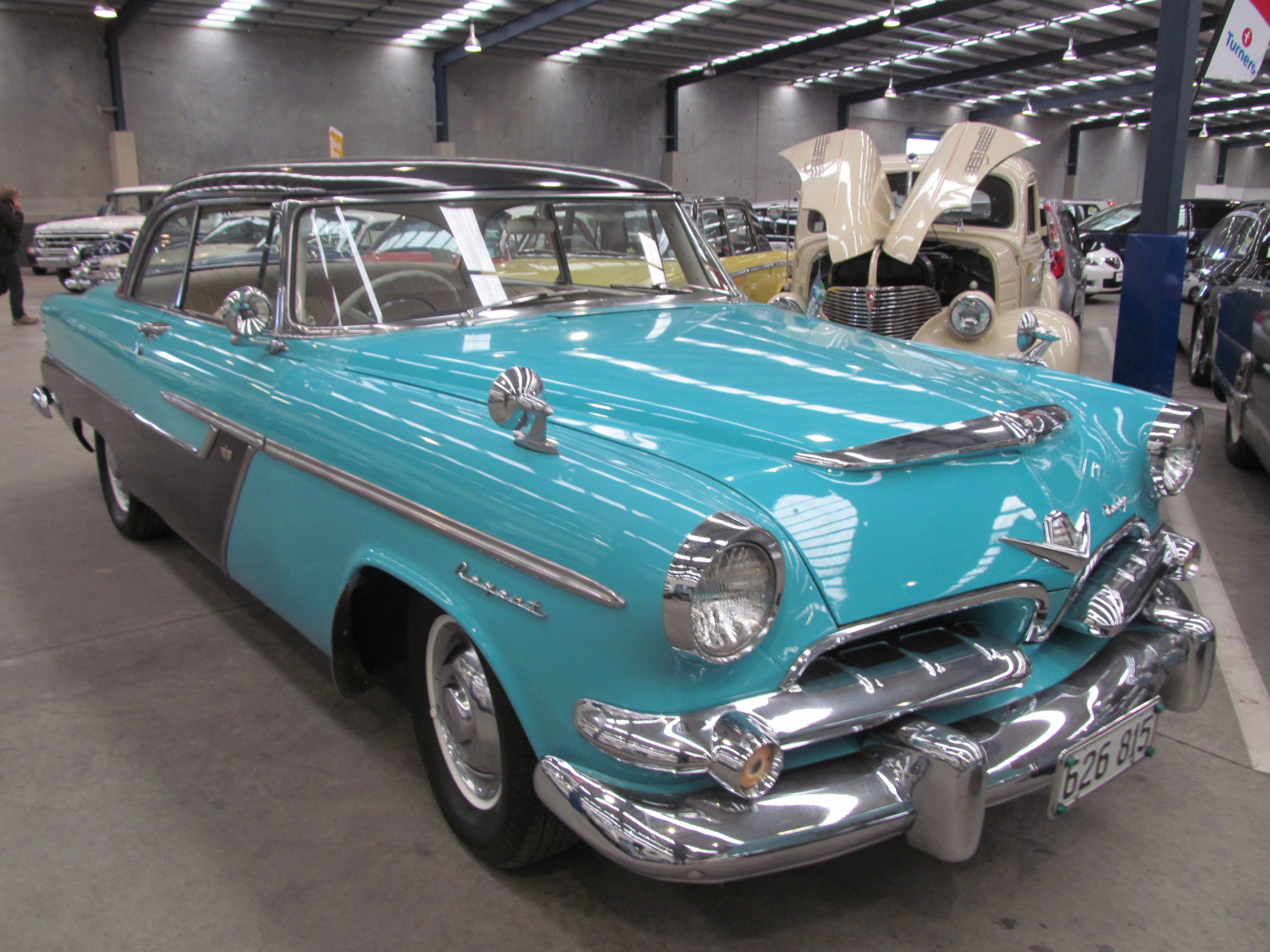
Dodge Regent de 1955.

La Dodge Regent est une automobile construite par Dodge Canada durant les années 1950. Le modèle s'adresse aux segments de marché "familial" et "économique"[réf. souhaitée]. Elle est équipée d'une calandre semblable à celle de la Dodge commercialisée sur le marché US à la même époque, associée à une caisse de Plymouth.

## Histoire

### 1951
La première Dodge Regent apparaît en 1951. Il s'agit, pour l'essentiel, d'une Plymouth Cranbrook destinée à remplacer le modèle commercialisé de 1942 à 1950 sous le nom de Special Deluxe. Comme toutes les Plymouth et Dodge canadiennes construites entre 1938 et 1959, la Dodge Regent dispose du bloc-moteur à six cylindres en ligne de 25 pouces de Chrysler.
Contrairement aux Plymouth américaines qui utilisent alors le bloc-moteur de 23 pouces et 217,6 pouces cubes de cylindrée (3,6 L), les Plymouth et Dodge canadiennes ont un moteur de 25 pouces et 218,1 pouces cubes (3,6 L). Elles sont proposées en coupé club, en berline à 4 portes et, à partir de 1951, avec un hardtop Mayfair.

### 1952-1953
Les modèles Regent de 1952 n'intègrent que des changements de finition mineurs tandis que les modèles de 1953 reçoivent de nouvelles carrosseries. Alors que les Dodge américaines partagent désormais leurs carrosseries avec les Plymouth, les Dodge Regent et Crusader canadiennes, ainsi que le modèle d'exportation Dodge Kingsway, utilisent des carrosseries de Plymouth avec une face avant de Dodge US. En avril 1953, Chrysler Canada introduit l'en:Hy-Drive couplé à un plus gros moteur de 228,1 pouces cubes. Le hardtop Mayfair se répand hors de sa propre gamme vers la berline à 4 portes.

### 1954
Les modèles de 1954 intègrent des modifications de la grille, des garnitures, des feux arrière et de l'aménagement intérieur. Par la suite, la transmission automatique Chrysler PowerFlite (en) est proposée en option.

### 1955
En 1955, un nouveau style apparaît à travers toutes les marques de Chrysler Corporation. La Dodge Regent continue quant à elle d'être une Plymouth Savoy avec une face avant de Dodge. Chrysler Canada importe des blocs V8 Polyhead courts pour les utiliser dans les modèles Plymouth Belvedere et Dodge Mayfair canadiens. Les gammes à bas prix Crusader et Regent sont, quant à elles, uniquement vendues avec un moteur six cylindres à soupapes latérales : soit le 228,1 pouces cubes (3,7 L) couplé à une transmission manuelle à 3 vitesses, soit le 250,6 pouces cubes (4,1 L) avec la transmission automatique PowerFlite (en).

### 1956
En 1956, Chrysler Canada ouvre une nouvelle usine de moteurs V8. Celle-ci produit des moteurs de 277 pouces cubes (4,5 L) pour les modèles Plymouth et Dodge et des moteurs de 303 pouces cubes (5,0 L) pour les modèles canadiens Dodge Custom Royal et Chrysler Windsor. La puissance délivrée par les mécaniques les plus puissantes avoisine les 240 HP soit 177 kW .  
La Regent est alors disponible avec un moteur six cylindres en ligne et soupapes latérales de 250,6 pouces cubes, ou avec le V8. Le nouveau modèle coupé à deux portes et hard top n'est disponible qu'avec le six cylindres. L'arrière est dotée de nouvelles ailettes. 
L'année 1956 est un point culminant pour la production de la Dodge canadienne puisqu'elle franchit pour la première fois la barre des 50 000 exemplaires. 

### 1957
En 1957, des carrosseries Forward Look entièrement nouvelles apparaissent : elles ont plus basses, plus larges, et plus longues. En raison d'une mise en production précipitée, les carrosseries pâtissent d'erreurs d'outillage, d'incompatibilité de composants et d'une mauvaise ingénierie de la carrosserie.

### 1958
La gamme Regent de 1958 s'élargit à un 4 portes à hardtop.

### 1959-1960
L'année 1959 sonne le glas de la Dodge Regent. Plymouth fait de la Fury, alors un sous-modèle de la gamme Belvedere, un modèle distinct. La marque fait reculer les autres séries d'un cran et Dodge fait de même au Canada. Le nouveau modèle haut de gamme est la Viscount, tandis que la Mayfair recule vers la moyenne gamme et la Regent vers le bas de gamme. Le nom Crusader est abandonné. Les modèles encore disponibles sont les berlines à 2 et 4 portes et les breaks Suburban. Les deux motorisations disponibles sont le six cylindres à soupapes latérales de 251 pouces cubes et le V8 poly de 313 pouces cubes. Pour la troisième année consécutive, la production de Dodge Canada est en baisse, bien que la Regent demeure la Dodge la plus populaire au Canada.
Dodge introduit la Dart en 1960 et la nouvelle Dodge Dart Seneca remplace la Dodge Regent dans les salles d'exposition des concessionnaires canadiens de Dodge-DeSoto.